# Нтеп, Поль-Жорж
Поль-Жорж Нтеп де Мадиба́ (фр. Paul-Georges Ntep de Madiba; род. 29 июля 1992[…], Дуала) — французский и камерунский футболист, полузащитник вьетнамского клуба «Хошимин». Выступал за сборную Камеруна.

## Клубная карьера

### «Риз Оранджи»
Нтеп родился в Дуале, самом большом городе Камеруна. Он переехал во Францию в возрасте восьми лет, чтобы жить с его тётей, которая была расположена в коммуне Грини в южном Париже. Он начал свою карьеру в клубе «Риз Оранджи» и провёл там два года. Во время его карьеры в «Риз Оранджи» он был несколько раз на просмотрах в различных клубах, среди которых был и «Осер», однако, с ним не заключили контракт.

### «Вири-Шатийон»
В 2005 году Нтеп присоединился к команде «Вири-Шатийон» и, после года игры с другим любительским клубом «Линас Монтери», подписал контракт с французским клубом «Бретинь»; клуб, в котором начинали свою профессиональную карьеру Патрис Эвра и Джимми Брианд.

### «Осер»
Во время игры в клубе «Бретинь», Нтеп произвел впечатление на тренеров клуба и чиновников и, в 2009 году ему предложили подписать контракт с клубом «Осер», с которым «Бретинь» разделяют сотрудничество. После успешного просмотра, контракт был заключён.
Нтеп начал сезон «2009/10» в «Осере». В середине сезона, он присоединился ко второй команде клуба в любительском чемпионате. Нтеп появился в 14 матчах команды и забил два гола. В течение сезона «2010/11», он начал обучение со старшей команды. Нтеп также был заявлен за «Осер» в Лиге Чемпионов УЕФА. 16 октября 2010 года он появился на скамейке запасных в Чемпионате Франции, но так и не появился на поле, тот матч «Осер» проиграл 1:0 команде «Бордо». Неделю спустя Нтеп дебютировал в матче Кап де ля Лиг против «Бастии» появился на поле на 31-й минуте, заменив Денниса Олиеча. «Осер» выиграл матч со счетом 4-0. 21-летний Нтеп недавно вызвал интерес от главных команд в Европе включая: «Арсенал», «Рому», «Тоттенхэм», «Манчестер Юнайтед», «Манчестер Сити» и «Андерлехт».

### «Ренн»
30 января 2014 года перешёл в «Ренн» за 5 миллионов евро. Первый гол за «Ренн» забил 23 февраля 2014 года в матче против «Нанта». В сезоне 2014/15 стал лучшим бомбардиром клуба, забил за 35 матчей 9 голов.

### «Вольфсбург»
В январе 2017 года Нтеп перешёл в клуб Бундеслиги «Вольфсбург» и подписал контракт до 2021 года. 17 января 2018 года Нтеп на правах аренды перешёл в «Сент-Этьен» до конца сезона. 25 августа 2019 года Нтеп снова уехал в аренду, на этот раз в турецкий клуб «Кайсериспор».

### «Генгам»
13 мая 2020 года Нтеп бесплатно перешёл во французский клуб «Генгам».

## Карьера в сборной
Хотя Нтеп родился в Камеруне, он имеет гражданство Франции, что позволяло ему играть за Францию (до 18 лет). Три года спустя он получил вызов от сборной Франции (до 21 года), чтобы принять участие в Турнире в Тулоне. 24 мая 2015 года главный тренер Сборной Франции Дидье Дешам вызвал Нтепа на товарищеские игры против сборных Бельгии и Албании.
7 июня 2015 года вышел на поле во 80-й минуте, заменив Оливье Жиру. Ровно через 9 минут присутствия на поле отдал голевой пас на Набиля Фекира, но это не позволило обыграть сборную Бельгии, матч завершился со счётом 3:4.

## Статистика

### Клубная статистика
| Выступление      | Выступление      | Выступление      | Лига | Лига | Кубки | Кубки | Еврокубки | Еврокубки | Остальные | Остальные | Итого | Итого |
| Клуб             | Лига             | Сезон            | Игры | Голы | Игры  | Голы  | Игры      | Голы      | Игры      | Голы      | Игры  | Голы  |
| ---------------- | ---------------- | ---------------- | ---- | ---- | ----- | ----- | --------- | --------- | --------- | --------- | ----- | ----- |
| Осер             | Лига 2           | 2010/11          | 0    | 0    | 0     | 0     | 0         | 0         | 0         | 0         | 0     | 0     |
| Осер             | Лига 2           | 2011/12          | 0    | 0    | 0     | 0     | 0         | 0         | 0         | 0         | 0     | 0     |
| Осер             | Лига 2           | 2012/13          | 34   | 8    | 4     | 1     | 0         | 0         | 0         | 0         | 38    | 9     |
| Осер             | Лига 2           | 2013/14          | 17   | 7    | 6     | 5     | 0         | 0         | 0         | 0         | 23    | 12    |
| Осер             | Итого            | Итого            | 51   | 15   | 10    | 6     | 0         | 0         | 0         | 0         | 61    | 21    |
| Ренн             | Лига 1           | 2013/14          | 10   | 5    | 3     | 0     | 0         | 0         | 0         | 0         | 13    | 5     |
| Ренн             | Лига 1           | 2014/15          | 35   | 9    | 3     | 0     | 0         | 0         | 0         | 0         | 38    | 9     |
| Ренн             | Лига 1           | 2015/16          | 14   | 2    | 1     | 0     | 0         | 0         | 0         | 0         | 15    | 2     |
| Ренн             | Итого            | Итого            | 59   | 16   | 7     | 0     | 0         | 0         | 0         | 0         | 66    | 16    |
| Всего за карьеру | Всего за карьеру | Всего за карьеру | 110  | 31   | 17    | 6     | 0         | 0         | 0         | 0         | 127   | 37    |

### Международная статистика
| Сборная          | Сезон            | Товарищеские | Товарищеские | Товарищеские | Турниры | Турниры | Турниры | Всего | Всего | Всего |
| Сборная          | Сезон            | Игры         | Голы         | Пасы         | Игры    | Голы    | Пасы    | Игры  | Голы  | Пасы  |
| ---------------- | ---------------- | ------------ | ------------ | ------------ | ------- | ------- | ------- | ----- | ----- | ----- |
| Франция          | 2015             | 1            | 0            | 1            | 0       | 0       | 0       | 1     | 0     | 1     |
| Всего за карьеру | Всего за карьеру | 1            | 0            | 1            | 0       | 0       | 0       | 1     | 0     | 1     |

### Матчи и голы за сборную
| № | Дата        | Оппонент | Счёт | Голы Нтепа | Соревнование      |
| 1 | 7 июня 2015 | Бельгия  | 3:4  | —          | Товарищеский матч |

Итого: 1 матч / 0 голов; 0 побед, 0 ничьих, 1 поражения.